# 北紅海區
北紅海區（阿拉伯語：‎）是厄立特里亞的一個區，位於紅海北部沿岸而得名。西鄰蘇丹共和國，南鄰埃塞俄比亞，並包括達赫拉克群島。面積27,800平方公里，人口459,056人。首府馬薩瓦。
1. ↑  . hdi.globaldatalab.org.   [2018-09-13]. （原始内容存档于2018-09-23）.